# Cryptotis squamipes
Cryptotis squamipes là một loài động vật có vú trong họ Chuột chù, bộ Soricomorpha. Loài này được J. A. Allen mô tả năm 1912.